# La Petite Danseuse de Degas
La Petite Danseuse de Degas est un ballet en deux parties sur une chorégraphie de Patrice Bart, une musique de Denis Levaillant et un livret de Patrice Bart et de Martine Kahane inspiré de La Petite Danseuse de quatorze ans d'Edgar Degas. Il fut créé le 25 avril 2003 à l'opéra Garnier, à Paris.

## Genèse et création
Le ballet fut créé le 25 avril 2003 à l'opéra Garnier, à Paris, avec des décors d'Ezio Toffolutti, des costumes de Sylvie Skinazi, des lumières de Marion Hewlett et l'orchestre de l'Opéra national de Paris sous la direction d'Ermanno Florio.

## Représentations
Le ballet fut représenté en 2010.

## Enregistrements
- Opéra national de Paris (opéra Garnier) (2010), avec Clairemarie Osta, Dorothée Gilbert, Mathieu Ganio, José Martinez, Benjamin Pech, Elisabeth Maurin, le corps de ballet de l'Opéra national de Paris et Koen Kessels dirigeant l'orchestre de l'Opéra national de Paris (Arthaus Musik (de))